# Albert II. von Bogen

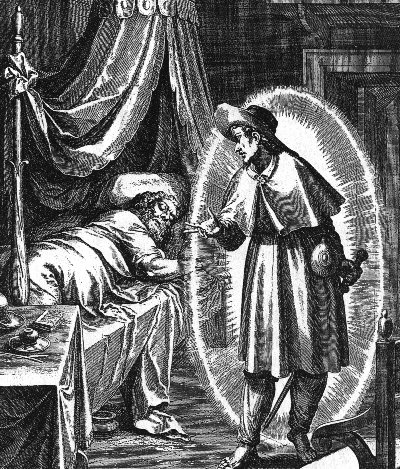
Stich aus „Bavaria Sancta“, 1615, „Wilhelm von Windberg am Krankenbett des Grafen Albert von Bogen“

Albert II. (auch bekannt als Adalbert II.) († 13. Januar 1146) war ein Graf von Bogen und Windberg, Graf im Donaugau, Vogt von Regensburg, Prüfening und Windberg.
Er war der Sohn und Erbe des Grafen Albert I. von Bogen-Windberg († 27. Juli 1100) und dessen Gattin Liutgard von Diessen. Tochter von Domvogt Friedrich II. von Regensburg.
1125 unterstützte er Lothar III. von Supplinburg im deutschen Thronkrieg als kaiserlicher Heerführer gegen Böhmen, Friesen und Ungarn. Er unterstützte bei dem Krieg die Welfen gegen die Staufer. Um 1140 gründete er mit seiner Frau Hedwig das Kloster Windberg und er zog in die Schlacht bei Valley.

## Ehe und Nachkommen
Albert II. von Bogen war zweimal verheiratet. Seine erste Ehe ist nicht bekannt. Seine zweite Ehe wurde um 1123 mit Hedwig (Hadwig) von Heunburg (* um 1090 † 1. Dezember 1162) aus dem Hause Grafen von Heunburg, Witwe von Hermann I. von Winzenburg, Graf von Windberg-Ratelberg-Winzenburg (Formbach), Tochter von Poppo I. von Heunburg von Grafschaft Heunburg, Markgraf von Mark Sounne.
Kinder aus erster Ehe:
- Engelbert (* um 1100)

Kinder aus zweiter Ehe mit Hedwig von Heunburg:
- Albert III. († 21. Juni 1141)
- Berthold II., Graf von Bogen (* 1125; † 21. März 1167), 1. ⚭ Mathilde von Formbach–Pitten († 7. November 1160). 2. ⚭ Liutgard von Burghausen (* 1145; † 24. Dezember 1195).
- Hartwig, Graf von Natternberg († 23. August 1156)
- Heilwig, Äbtissin von Geisenfeld († 14. April 1170)